# Ponctuation
La ponctuation a pour but l’organisation de l’écrit grâce à un ensemble de signes graphiques. Elle a trois fonctions principales. Elle anime le texte en indiquant des faits de la langue orale, comme l’intonation ou les pauses de diverses longueurs (indications prosodiques). Elle marque les degrés de subordination entre les différents éléments du discours (rapports syntaxiques). Enfin elle précise le sens et définit les liens logiques entre ces éléments (informations sémantiques). Destinée à faciliter la compréhension du texte, elle est un élément essentiel de la communication écrite.
Un seul signe de ponctuation peut modifier la nature d’une phrase, la rendant énonciative, exclamative, injonctive, interrogative, changeant donc son sens et la manière de la prononcer.
Exemple
- Vous sortez maintenant.
- Vous sortez maintenant ?
- Vous sortez maintenant !
- Vous sortez maintenant…
- etc.

On recense traditionnellement en français onze signes de ponctuation qui s’insèrent dans le texte : le point ., le point d'interrogation ?, le point d'exclamation !, la virgule ,, le point-virgule ;, le deux-points :, les points de suspension …, les parenthèses ( ), les crochets [ ], les guillemets « », le tiret –. Grevisse y rajoute la barre oblique /. Les accolades {} sont également largement utilisées.

## Histoire
L'histoire de la ponctuation conduit à examiner de qui elle relève : soit de l'écrivain, soit du copiste ou plus récemment du typographe. Le lecteur, le bibliothécaire antique, puis le moine copiste font ce que bon leur semble pour faciliter la lecture à haute voix : découpage en mots, chapitres, ou phrases, et indications d'intonations. C'est à la Renaissance que l'auteur commence à se préoccuper de la ponctuation qui précédemment relevait d'un exercice considéré comme rébarbatif, mais bon nombre d'écrivains continueront de laisser aux éditeurs le soin de gérer la ponctuation, comme Voltaire qui demande à son imprimeur de se débrouiller seul avec « ce petit peuple-là ». C'est George Sand qui, la première, va contester la mainmise des éditeurs « On a dit “le style c’est l’homme”. La ponctuation est encore plus l’homme que le style. » et ouvrir la voie à une ponctuation créative et poétique maîtrisée par les seuls écrivains et poètes.

### Antiquité
L’histoire de la ponctuation en Occident se retrace sur une durée de vingt-quatre siècles si l’on remonte aux Grecs. Les plus anciens manuscrits grecs présentent une scriptio continua, c’est-à-dire sans blancs entre les mots. Mais dès l’écriture mycénienne archaïque, on voit apparaître la séparation des mots, quoique rarement.
Aux IIIe et IIe siècles av. J.-C., Zénodote, Aristophane de Byzance et Aristarque de Samothrace, les responsables successifs de la Bibliothèque d'Alexandrie, sont donnés pour avoir défini pour l’alphabet grec un système comportant trois types de points pour marquer la ponctuation : le « point d’en haut » (stigmḕ teleía) pour la fin d’une phrase, le « point médian » (stigmḕ mésē) marquant une pause moyenne et le « point d’en bas » (hypostigmḗ), une courte pause,. En établissant cet ensemble de signes permettant à la fois de lire et d’entendre un texte, les Grecs avaient fondé la ponctuation.
Ces trois signes de ponctuation sont devenus respectivement le point, le point-virgule et la virgule actuels. Ces grammairiens bibliothécaires sont aussi les auteurs des diacritiques de l'alphabet grec, lesquels sont à l’origine de certains des diacritiques de l'alphabet latin.

### Moyen Âge
Paradoxalement, c’est pendant les périodes de recul ou de disparition de la production littéraire que la ponctuation progresse. La tâche principale est alors de préserver les grands textes du passé et d’en établir des versions fidèles, compréhensibles et sans ambiguïté. Le recopiage impose une certaine standardisation ; les mots sont systématiquement séparés par un blanc et des signes graphiques sont introduits pour faciliter la lecture. Ce travail ingrat est réalisé par des moines irlandais et anglo-saxons du VIIe et VIIIe siècles et par des ecclésiastiques carolingiens du VIIIe et IXe siècles, qui introduisent le point d’interrogation.
Les moines copistes irlandais et anglo-saxons, de langues non romanes, ont étoffé l’appareil graphique afin d’améliorer l’intelligibilité textuelle. Les Irlandais sont les premiers à pratiquer systématiquement l’espacement simple pour séparer les unités de sens. D’ailleurs, les copistes insulaires adoptent les distinctiones tout en les adaptant pour la minuscule (pour les rendre plus visibles) par l’abandon de la distinction de hauteur au profit d’une différence du nombre de signes, alignés de façon horizontale (ou parfois triangulaire), pour indiquer la longueur d’une pause vocale : un signe correspond à une pause brève, deux signalent une moyenne et trois pour une forte. Les marques les plus utilisées sont le punctus, sous forme de virgule, et la comma positura, qui prend une forme ressemblant au chiffre « 7 », toutes les deux étant souvent employées en tandem, l’une en association avec l’autre. Enfin, ces mêmes signes sont parfois introduits dans la marge afin de délimiter une citation.
Une autre ponctuation est mise au point par des ecclésiastiques carolingiens. Des indications qui, à l’origine, notent la façon de moduler la voix lors de la liturgie chantée, les positurae, s’insèrent ensuite dans les textes prévus pour la lecture à haute voix, enfin dans tous les manuscrits. Les positurae atteignent l’Angleterre à la fin du xe siècle durant la réforme bénédictine, mais ne seront adoptées qu’après la conquête normande. Les premières positurae comprennent le punctus, le punctus elevatus, le punctus versus et le punctus interrogativus, mais une cinquième, le punctus flexus, sera ajoutée au xe siècle pour signaler une pause d’une longueur entre celle du punctus et celle du punctus elevatus. Entre la fin du xie et le début du xiie siècles le punctus versus sort d’usage et il est subsumé sous le simple punctus, dès lors un signe de ponctuation polyvalent.
Au Bas Moyen Âge, on ajoute la virgula suspensiva (barre oblique simple ou barre oblique avec point médian) qui s’emploie conjointement avec le punctus pour signaler de multiples sortes de pauses. La citation du discours direct est notée comme dans l’Antiquité par la diplè (antilambda) en marge, mais à partir du xiie siècle les copistes commencent à introduire la diplè (parfois double) directement dans le texte courant.

### XIVeauXVIIesiècle
Gasparin de Bergame (1370-1431) est l’auteur d’un des premiers traités de ponctuation, La Doctrina punctandi. Avant lui, un traité attribué à Pétrarque mais sans doute rédigé par un chancelier de Florence, Coluccio Salutati (1330-1406), ajoute deux signes nouveaux : le point d’exclamation et les parenthèses.
Geoffroy Tory, imprimeur humaniste, invente un « point crochu » qu’Étienne Dolet, dans son De la punctuation de la langue Françoyse, nomme virgule ou incisum. Citant la tradition grecque des trois points, Tory énumère onze valeurs de points nouveaux (contre sept pour Dolet) : le point suspensif, le point double, le demypoint, le point crochu, l’incisant, le respirant, le concluant, l’interrogant, le respondant, l’admiratif et enfin l’interposant ou parenthèses.
Au XVIIe siècle, on continue à considérer que la ponctuation n’a qu’une fonction orale, destinée exclusivement à faciliter la lecture à voix haute. Aussi les grammairiens, tel Vaugelas, l’ignorent, sauf Antoine Furetière qui, dans son Essay d’un dictionnaire universel (1684), donne une définition assez complète des signes de ponctuation anciens et modernes. Les imprimeurs et leurs typographes s’emparent de cette « petite science » que les grammairiens délaissent, et ils en conserveront la maîtrise jusqu’à l’époque moderne, tantôt avec l’assentiment des auteurs, tantôt malgré leur opposition.

### XVIIIeauXXesiècle
La ponctuation moderne se met en place à partir du XVIIIe siècle. Nicolas Beauzée, rédacteur de cent trente-cinq articles de grammaire dans l’Encyclopédie de Diderot, dont le chapitre « Ponctuation », a une très haute idée de cette matière, la qualifiant dans sa Grammaire générale de « métaphysique très subtile ». Il maintient que le rôle premier de la ponctuation est de faciliter la lecture à voix haute (rôle prosodique), mais il lui reconnaît comme rôle second de distinguer les sens partiels qui constituent le discours (rôle sémantique), et enfin de marquer les divers degrés de subordination dans l’ensemble du discours (rôle syntaxique). Mais, pour Beauzée, lorsque les exigences de la respiration entrent en conflit avec la syntaxe, il donne la priorité à la respiration, qui demeure primordiale. En effet, avant l’avènement du roman, l’essentiel de la littérature de l’époque peut être qualifiée de « déclamatoire », les textes étant surtout faits pour être lus à haute voix : fables, poèmes, théâtre, sermons, prêches et homélies, la lecture « visuelle », c’est-à-dire silencieuse, étant un phénomène récent.
Par exemple, les trois virgules figurant dans l’édition originale de cette période oratoire de Bossuet « Mais la sage et religieuse princesse qui fait le sujet de ce discours, n’a pas été seulement un spectacle proposé aux hommes, pour y étudier les conseils de la Divine Providence, et les fatales révolutions des Monarchies ; […] » ne sont pas requises par la syntaxe, et ne sont placées là que pour permettre au prédicateur de reprendre son souffle, la phrase étant trop longue pour être déclamée en chaire d’une seule traite.
Malgré le renouveau d’intérêt des grammairiens pour la ponctuation, les imprimeurs, bien souvent, en gardent l’initiative, surtout pour les romans qui commencent à devenir populaires. Ainsi l’imprimeur Chapoulaud (1865) n’y va pas par quatre chemins : « Seul l’imprimeur instruit et expérimenté est conséquent dans sa manière de ponctuer, et sur ce point, l’auteur doit s’en rapporter à lui […], les typographes ponctuent généralement mieux que les auteurs. ».

## Signes de ponctuation occidentaux
Les principaux signes de ponctuation utilisés dans les langues occidentales comprennent les signes pausaux et les signes mélodiques.
- Les signes pausaux (en ordre décroissant de la durée) sont :
  - le point ( . ) — qui a donné son nom à la ponctuation — termine une phrase ;
  - le point-virgule ( ; ), marque une pause moyenne, normalement précédé d’une espace fine insécable (cf. usage selon le pays), et ;
  - la virgule ( , ), marque la pause la plus faible.

- Les signes mélodiques sont :
  - le point d'interrogation ( ? ), normalement précédé d’une espace fine insécable (sauf au Canada) ;
  - le point d'exclamation ( ! ), toujours précédé d’une espace fine insécable (cf. usage selon le pays) ;
  - les points de suspension (…), qui ne sont en réalité qu’un seul signe typographique (Alt + 0133 sous Windows), ne sont pas précédés d’une espace ;
  - le deux-points — appellation typographique considérée plus puriste que « les deux-points » ( : ), précédé d’une espace insécable ou, en Suisse, d’une espace fine insécable ;
  - les tirets, marquent une pause moyenne, demi-cadratin ( – ) et cadratin ( — ), toujours précédés et suivis d’une espace fine ;
  - les guillemets (dits français) ouvrants ( « ) et fermants ( » ), séparés de l’expression qu’ils enserrent par une espace insécable (ou fine insécable en Suisse). Pour une citation dans une citation, on peut insérer des guillemets anglais doubles “ ” (ouvrants et fermants) ou, en Suisse, des guillemets à chevrons simples (‹ et ›) ;
  - les parenthèses ouvrante ( et fermante ), marquent une pause moyenne, intercale une précision dans la phrase ;
  - les crochets ouvrant [ et fermant ], s’utilisent à l’intérieur des parenthèses, ou pour marquer une coupe dans une citation, avec des points de suspension : […]. On peut aussi les utiliser pour marquer un changement d’accord dans une citation, afin de correspondre à l’accord de la phrase qui utilise la citation.

### En anglais
Les anglophones utilisent des guillemets différents des francophones – “ ” et ‘ ’ –, et comme dans beaucoup d’autres langues (allemand, italien, etc.), n’emploient pas d’espace devant les ponctuations suivantes : : ; ? ! (ni aux abords des “ ”).
Ceci correspond à la ponctuation française de l’époque classique (du XIVe au XIXe siècle).

### En espagnol
Les hispanophones commencent leurs phrases interrogatives et exclamatives par des ponctuations inversées : ¿ et ¡ et finissent la phrase avec un ? et ! sans inversion. Ils utilisent les guillemets latins (français) « et » mais sans espacement.

### En allemand
Chez les germanophones, il existe deux signes de citation différents : d’une part, des guillemets disposés à l’inverse des francophones : guillemets ouvrant en » et fermant en « — communément appelés guillemets inversés en français, mais chevrons en allemand — et, d’autre part, des guillemets du même type qu’en anglais, mais dont les ouvrants sont placés non pas en haut mais en bas, comme deux virgules („ et “). De plus, les germanophones n’emploient pas d’espace avant les signes suivants : : ; ! ? , ni entre deux signes de ponctuation successifs (par exemple ») peut être écrit comme cela : (»). En outre, les germanophones mettent les guillemets fermants et ouvrants entre des termes subordonnés qui complètent une citation. Par exemple « Je ne peux plus vous croire, dit-elle, depuis tout ce que vous avez fait. » devient en allemand : »Ich kann Ihnen nicht mehr vertrauen«, sagte sie, »nach allem, was Sie getan haben.«
En Suisse, on utilise les mêmes guillemets qu’en français (« et ») mais sans jamais d’espacement.

### En français
En français, la virgule (,) et le point (.) ne sont jamais précédés d’un espacement mais toujours suivis par une espace sécable.
En France, on ne place pas d’espace avant un signe simple (virgule et point). On place une espace fine insécable, ou à défaut une espace insécable, avant les signes doubles (point-virgule, point d'exclamation et point d'interrogation). On place une espace insécable avant le deux-points (:) et pour séparer des guillemets (« et ») d’un texte cité (mais pas avec les guillemets de deuxième niveau “ et ”).
Dans tous les cas, on place une espace après ces signes.
Au Canada,, on met une espace fine insécable avant le point-virgule, le point d’exclamation et le point d’interrogation, si celle-ci n'est pas disponible, on ne met aucune espace. On place une espace insécable avant le deux-points et pour séparer une citation des guillemets (« et ») mais pas avec les guillemets de deuxième niveau (“ et ”).
En Suisse, on place une espace fine insécable devant des signes doubles (: ; ! ?) et les guillemets français (« … » et ‹ … ›). Si l’espace fine insécable n’est pas disponible, on ne met aucune espace.
| | AVANT le signe                                                                               |   | APRÈS le signe                        |
| --- | -------------------------------------------------------------------------------------------- | - | ------------------------------------- |
| point | pas d’espace                                                                                 | . | espace (sauf en fin de paragraphe)    |
| point-virgule                                                                                              | espace fine ou espace (insécables) en France, espace fine insécable au Canada, et en Suisse  | ; | espace,                               |
| deux-points                                                                                                | espace insécable en France et au Canada,, espace fine insécable en Suisse                    | : | espace                                |
| point d'exclamation                                                                                        | espace fine ou espace (insécables) en France, espace fine insécable au Canada, et en Suisse, | ! | espace                                |
| point d'interrogation                                                                                      | espace fine ou espace (insécables) en France, espace fine insécable au Canada, et en Suisse  | ? | espace                                |
| virgule | pas d’espace                                                                                 | , | espace                                |
| trait d'union (quart-cadratin, différent du tiret) ce n’est pas une ponctuation mais un signe grammatical. | pas d’espace                                                                                 | - | pas d’espace                          |
| tiret (demi-cadratin)                                                                                      | espace fine ou espace (insécables)                                                           | – | espace fine ou espace (sécables)      |
| tiret (demi-cadratin) lorsqu’utilisé en début d’incise                                                     | espace fine ou espace (sécables)                                                             | – | espace fine ou espace (insécables)    |
| tiret long (ou cadratin)                                                                                   | espace fine ou espace (insécables)                                                           | — | espace fine ou espace (sécables)      |
| tiret long (ou cadratin) lorsqu’utilisé en début d’incise                                                  | espace fine ou espace (sécables)                                                             | — | espace fine ou espace (insécables)    |
| guillemet ouvrant                                                                                          | espace (mais pas en début d’alinéa)                                                          | « | espace fine ou espace (insécables)    |
| guillemet fermant                                                                                          | espace fine ou espace (insécables)                                                           | » | espace                                |
| barre de fraction (slash)                                                                                  | espace fine insécable ou pas d’espace                                                        | / | espace fine insécable ou pas d’espace |
| apostrophe ce n’est pas une ponctuation mais un signe grammatical.                                         | pas d’espace                                                                                 | ’ | pas d’espace                          |
| points de suspension                                                                                       | pas d’espace                                                                                 | … | espace                                |
| parenthèse ouvrante                                                                                        | espace                                                                                       | ( | pas d’espace                          |
| parenthèse fermante                                                                                        | pas d’espace                                                                                 | ) | espace                                |
| crochet ouvrant                                                                                            | espace                                                                                       | [ | pas d’espace                          |
| crochet fermant                                                                                            | pas d’espace                                                                                 | ] | espace                                |

Si où on emploie plusieurs signes successifs (points d’exclamation et d’interrogation multiples, éventuellement combinés), l’usage est de traiter l’ensemble des signes comme ne formant qu’un seul signe avec espaces avant et après mais pas d’espaces entre les signes. Cet usage n’est cautionné par aucune règle officielle puisque l’emploi de signes multiples est contraire aux règles de toute manière, Cependant, il est largement répandu comme dans les bandes dessinées.
Sur Internet, ces règles sont peu respectées, l’espace insécable n’étant pas accessible en une seule touche sur un clavier d’ordinateur (combinaison de deux ou trois touches selon le système d’exploitation). De nombreux rédacteurs choisissent donc de ne pas placer d’espace avant ces signes, pour ne pas placer d’espace sécable qui risquerait de placer le signe en tête d’une ligne.
Toutefois, plusieurs logiciels de traitement de texte, comme Microsoft Word ou LibreOffice, corrigent cette faute pour le lecteur et remplacent automatiquement les espaces sécables par des espaces insécables quand cela est nécessaire. Certains logiciels de correction, tels qu’Antidote, proposent le remplacement des espaces par ceux appropriés. De même, certains moteurs de wiki (comme MediaWiki) ou de forums interprètent une espace avant un signe de ponctuation double comme insécable. À l’opposé, quelques moteurs d’affichage des sites internet n’affichent aucune espace fine puisqu'elles sont mal gérées par certains navigateurs. En revanche, les espaces correctes sont automatiquement insérées par LaTeX.

## Autres signes de ponctuation

### Signes récents et peu usités
Certains signes de ponctuation ont été inventés récemment, mais leur utilisation est restée rare, voire confidentielle :
- la virgule d'exclamation a été inventée en 1856 par P. Villette (Traité raisonné de ponctuation [BnF : x-33082]) ;
- le point d'ironie (؟) inventé à la fin du XIXe siècle par Alcanter de Brahm ;
- le point exclarrogatif (‽), ou « interrobang », qui combine les fonctions de point d’interrogation et de point d’exclamation ;
- plusieurs dizaines de signes de ponctuation d’usage rare ont également été créés au fil du temps sans s’imposer.

D’autres ponctuations plus ou moins fantaisistes ont été proposées, par des écrivains comme Hervé Bazin ou Raymond Queneau, sous le vocable général de points d’intonation,, et dénommés points de doute, de certitude, d’acclamation, d’amour, d’autorité, d’indignation et même points d’humour et d’ironie. Depuis, la créativité des auteurs mais aussi de typographes s'est débridée et encore plus si on rajoute les émoticônes, « C’est quelque chose d'amusant, … mais pour la langue ça n'apporte pas grand-chose ». selon la linguiste Myriam Ponge.

### En chinois
La ponctuation chinoise utilise des signes de ponctuation différents de ceux des langues européennes. Chaque caractère s’insère dans un carré imaginaire de taille constante. C’est pourquoi les signes de ponctuation chinois sont plus larges que leurs équivalents occidentaux. Ces signes de ponctuation sont de pleine chasse à l’inverse des signes occidentaux qui sont de demi-chasse. Le chinois peut s’écrire verticalement ou horizontalement. 

### Émoticônes
La croissance des échanges par messagerie instantanée a créé un besoin d’expressivité des émotions que ne satisfaisait pas la ponctuation traditionnelle. Les émoticônes se sont alors développées pour pallier ce manque, jusqu’à devenir une forme de ponctuation additionnelle,.

## Symboles typographiques
Il existe nombre de symboles (parmi lesquels des logogrammes) que l’on ne peut considérer comme des signes de ponctuation, mais qui, par ailleurs, ne sont ni des lettres ni des signes diacritiques. C’est le cas pour les caractères & et @ mais aussi le tiret bas entre autres. Leurs fonctions sont de natures diverses : & est un logogramme et se lit comme un mot normal (« et ») tandis que le tiret bas sert surtout à la présentation (soulignement pour les machines à écrire, remplacement d’une espace en informatique…), par exemple.
Ils partagent avec les signes de ponctuation le fait qu’ils appartiennent à la seule langue écrite, au même titre que la mise en italique et la distinction entre majuscules et minuscules.